# Faux-Fresnay
Faux-Fresnay ist eine französische Gemeinde mit 330 Einwohnern (Stand: 1. Januar 2022) im Département Marne in der Region Grand Est. Sie gehört zum Kanton Vertus-Plaine Champenoise und zum Arrondissement Épernay.

## Geografie
Die Gemeinde Faux-Fresnay liegt in der Trockenen Champagne an der Grenze zum Département Aube, etwa 50 Kilometer nördlich von Troyes. Sie ist umgeben von folgenden Nachbargemeinden:
|                           | Corroy                                      | Gourgançon      |
| Angluzelles-et-Courcelles | Kompassrose, die auf Nachbargemeinden zeigt | Salon           |
| Thaas, Saint-Saturnin     | Courcemain                                  | Plancy-l’Abbaye |

## Bevölkerungsentwicklung
| Jahr                       | 1962 | 1968 | 1975 | 1982 | 1990 | 1999 | 2008 | 2018 |
| -------------------------- | ---- | ---- | ---- | ---- | ---- | ---- | ---- | ---- |
| Einwohner                  | 439  | 410  | 388  | 351  | 355  | 319  | 344  | 314  |
| Quellen: Cassini und INSEE |      |      |      |      |      |      |      |      |

## Sehenswürdigkeiten
- Kirche Saint-Pierre-Saint-Paul